# 65894 Echizenmisaki
65894 Echizenmisaki este un asteroid din centura principală de asteroizi.

## Descriere
65894 Echizenmisaki este un asteroid din centura principală de asteroizi. A fost descoperit pe 30 ianuarie 1998 la Geisei de Tsutomu Seki. Asteroidul prezintă o orbită caracterizată de o semiaxă mare de 2,26 ua, o excentricitate de 0,12 și o înclinație de 1,3° în raport cu ecliptica.